# 송도영
송도영(宋道永, 1951년 12월 22일 ~ )은 대한민국의 여성 성우이다. 1970년 문화방송 성우극회 공채 4기로 입사했다.
대표작은 바람과 함께 사라지다의 스칼렛 오하라(비비안 리) 역, 은하철도 999(96년도 MBC판)의 메텔 역 등.

## 내력·특색
- 80~90년대에 주로 활약하였다. 청순하고 우아한 타입부터 괄괄하고 드센 타입, 악랄하고 독한 타입 등 히로인에서 악역까지 폭넓은 역할들을 소화했고 근래에는 조금 연령층이 높은 캐릭터를 담당한 것이 많지만 《나루토》에서는 츠나데에 캐스팅되어 지금까지와는 다른 색다른 연기를 보여주었다. 빈도수는 적지만 소년역도 연기한다.

## 출연 작품
굵은 글씨는 메인 캐릭터.

### TV 애니메이션
- 강아지천사 찰리(MBC) - 애니벨
- 개구장이 조디(MBC)
- 곰돌이 푸(90년 더빙판/KBS) - 곰돌이 푸
- 공포의 외인구단(MBC) - 엄지
- 근육맨(비디오) - 알렉산드리아 미트
- 장독대(MBC) - 숙영낭자
- 꼬꼬리코 돌격대(SBS) - 꼬꼬리코
- 꾸러기 수비대(KBS) - 키키(타르트), 헤라(사령왕 냔마) / 쿠키(쇼콜라)
- 꼬마 자동차 붕붕(KBS) - 켄
- 꿈돌이(MBC) - 꿈돌이
- 나루토(투니버스) - 츠나데
  - 나루토 질풍전(투니버스) - 츠나데
- 날아라 슈퍼보드(KBS) - 파링
- 닥터 슬럼프(비디오) - 강유라
- 달려라 또뽀(MBC) - 지나
- 도단이(MBC) - 도단이
- 드래곤볼(비디오) - 브루마, 교자, 우파(후반부)
- 라라의 스타일기(KBS) - 할머니, 강지수
- 레다의 비밀(비디오) - 오로라
- 로보트 태권브이 - 윤영희
- 리리카 SOS(KBS) - 구미호, 리리카 할머니
- 마르코 폴로의 모험(MBC)
- 용자특급 마이트가인(KBS) - 샐리, 카트리느 비통
- 말괄량이 뱁스(MBC) - 뱁스
- 머털도사와 또매(MBC) - 방실이
- 목장의 소녀 캐트리(MBC)
- 무카무카 파라다이스(투니버스) - 다슬이
- 방가방가 햄토리 (SBS) - 팬더, 가나
- 백설공주의 전설   (KBS) - 백설공주
- 불타 재탄 - 기무라 마리
- 비밀의 화원(KBS) - 메리
- 사파이어 왕자(MBC) - 사파이어
- 생쥐와 야옹이(SBS) - 파이블 모스코위츠
- 세일러문 (비디오) - 유월아(츠키노 우사기) / 세일러 문 ※초반부
- 소공녀 세라(MBC) - 세라
- 소년 코나의 모험(MBC) - 세렌디피티
- 슈퍼 차일드(KBS) - 주기자
- 스타잔(MBC) - 준
- 스트리트 파이터 (비디오) - 춘리
- 슬램덩크(SBS) - 채소연
- 슬램덩크(비디오) - 채소연※초반부
- 시골소녀 폴리아나(MBC) - 폴리아나
- 신세기 사이버 포뮬러(SBS) - 성유라(스고 아스카)
  - 신세기 사이버 포뮬러 sin(투니버스) - 성유라(스고 아스카)
  - 영광의 레이서(KBS) - 한다혜(스고 아스카)
- 애니매트릭스(SBS) - 트리니티 (캐리 앤 모스)
- 어깨동무 찰리 브라운(KBS) - 찰리 브라운
- 오리대장 꽉꽉 (SBS) - 꽉꽉
- 올림포스 가디언 (SBS) - 에우로페
- 요술공주 샐리 (투니버스) - 샐리(유메노 사리)
- 우정의 그라운드(KBS) - 다까다 미키
- 우주인 뱀파이어(VIDEO) - 도리스
- 우주탐사 2100년(MBC) - 미라
- 유희왕 듀얼몬스터즈(SBS) - 안수진 / 모크바
- 은하순찰대(MBC)
- 은하철도 999(96년 더빙판/MBC) - 메텔
- 이상한 나라의 폴 (SBS) - 니나
- 작은 아씨들(MBC) - 죠 마치
- 장독대(MBC) - 수경 아씨
- 재키와 머피(MBC) - 재키
- 찰리 브라운의 유럽여행(MBC) - 찰리 브라운
- 천년여왕(MBC) - 천년여왕
- 천녀유혼(MBC) - 엽소천
- 천사소녀 새롬이(MBC) - 장유리(모리사와 유우) / 새롬이
- 캔디 캔디(MBC) - 이라이자, 애니
- 콩딱쿵 이야기 주머니(MBC)
- 타이의 대모험(SBS) - 타이
- 테니스의 여왕(MBC) - 류자키 레이카
- 테니스의 왕자(SBS) - 소찬비, 김필교, 유진 누나, 은재민
- 플랜더스의 개 (KBS) - 아로아
- 피그마리오(MBC) - 해설, 엘자
- 흙꼭두 장군(MBC)
- 햄스터 클럽(MBC) - 유미, 해설
- 15소년 우주표류기 - 히로미
- UFO를 타고온 외계인 왕자 - 현

### 극장판 애니메이션
- 스파이더맨: 뉴 유니버스 - 메이 파커, 올리비아, 바네사 피스크

### 외화

#### 전담배우
- 멕 라이언
  - 시애틀의 잠 못 이루는 밤 (KBS) - 애니
  - 시티 오브 엔젤 (KBS) - 매기
  - 아이큐 (MBC) - 캐더린
  - 유브 갓 메일 (KBS) - 캐슬린
  - 이너스페이스 (MBC) - 리디아
  - 죽음의 카운트다운 (KBS) - 시드니
  - 지금은 통화중 (KBS) - 이브
  - 커리지 언더 파이어 (KBS) - 윌든 대위
  - 탑 건 (SBS) - 캐롤 브래드쇼

- 니콜 키드먼
  - 디 아워스 (MBC) - 버지니아 울프
  - 콜드 마운틴 (MBC) - 에이다
  - 탄생 (MBC) - 애나
  - 폭풍의 질주 (MBC) - 클레어
  - 피스메이커 (MBC, SBS) - 켈리
  - 휴먼 스테인 (SBS) - 포니아

- 헬렌 헌트
  - 닥터 T (KBS) - 브리
  - 바비 (MBC) - 사만다
  - 아름다운 세상을 위하여 (SBS) - 알린 멕킨니
  - 이보다 더 좋을 순 없다 (KBS) - 캐롤
  - 캐스트 어웨이 (KBS) - 켈리
  - 트위스터 (KBS) - 조

- 데미 무어
  - 사랑과 영혼 (KBS, SBS) - 몰리
  - 세인트 엘모의 열정 (SBS) - 줄스
  - 어 퓨 굿 맨 (KBS) - 조 갤러웨이 소령
  - 주어러 (KBS) - 애니 레어드
  - 폭로 (KBS) - 메레디스 존슨

- 양자경
  - 더 레이디 (KBS) - 아웅산 수치
  - 동방삼협 (MBC) - 진삼
    - 동방삼협 2 (MBC) - 진삼

  - 실버호크 (MBC) - 소로 / 실버호크
  - 와호장룡 (MBC) - 유수련

- 소피 마르소
  - 라붐 (SBS) - 빅
    - 라붐 2 (SBS) - 빅

  - 브레이브하트 (KBS) - 이사벨라
  - 안소니 짐머 (KBS) - 키아라
  - 007 언리미티드 (MBC) - 엘렉트라

- 킴 베이싱어
  - 배트맨 (SBS, KBS) - 비키
  - 최종 분석 (SBS) - 헤더
  - 쿨 월드 (SBS) - 홀리 우드
  - LA 컨피덴셜 (KBS) - 린 브래켄

- 조디 포스터
  - 매버릭 (KBS) - 애나벨 브랜스포드
  - 써머스비 (MBC) - 로렐
  - 양들의 침묵 (KBS, MBC) - 클라리스 스탈링
  - 패닉 룸 (KBS) - 맥

- 귀네스 팰트로
  - 리플리 (SBS) - 마지
  - 바운스 (SBS) - 애비
  - 셰익스피어 인 러브 (KBS) - 비올라
  - 슬라이딩 도어즈 (MBC) - 헬렌
  - 엠마 (KBS) - 엠마
  - 졸업 (KBS) - 줄리
  - 퍼펙트 머더 (SBS) - 에밀리

- 공리
  - 게이샤의 추억 (KBS) - 하츠모모
  - 붉은 수수밭 (MBC) - 구아
  - 진용 (SBS) - 한동아 / 주리리
  - 천룡팔부 (SBS) - 무행운
  - 5일의 마중 (KBS) - 펑완위

- 줄리엣 비노쉬
  - 미지의 코드 (SBS) - 안느
  - 지붕 위의 기병 (MBC) - 폴린느
  - 퐁네프의 연인들 (SBS) - 미쉘
  - 프렌치 키스 2 (SBS) - 로즈

- 사랑해, 파리 (KBS) - 수잔

- 발레리 카르상티
- 비밀일기 (영화) (투니버스)  - 로랑스 역

- 관지림
  - 거장의 장례식 (KBS) - 루시
  - 선학신침 (MBC) - 백운비
  - 황비홍 3 (KBS) - 소균

- 장만옥
  - 아비정전 (KBS) - 리진
  - 열혈남아 (KBS) - 아오
  - 영웅 (MBC) - 비설
  - 화양연화 (KBS) - 리첸

- 이사벨라 로셀리니
  - 대마법사 멀린 (KBS) - 니무에
  - 어스시의 마법사 (KBS) - 샤르
  - 이노센트 (KBS) - 마리아

- 진충
  - 골든 게이트 (KBS) - 마릴린 송
  - 마지막 황제 (KBS) - 황후
  - 해바라기 (KBS) - 어머니

#### 드라마
- 머나먼 정글 (MBC) - 알렉스(킴 딜레이니)
- 전쟁과 평화 (MBC) - 나타샤 로마노프(류드밀라 사벨리예바)
- 24 (MBC) - 테리 바우어(레슬리 호프)
- 꿈꾸는 소녀 에밀리 (EBS) - 로라 이모
- 대마법사 멀린 (KBS) - 니무에(이사벨라 로셀리니)
- 로마 2 (SBS)
- 마담 퐁파두르 (EBS) - 푸아송
- 말괄량이 삐삐 (KBS) - 아니카(마리아 페르손)
- 맥가이버 (MBC) - 니키(엘리사 다바로스)
- 미녀와 뱀파이어 (MBC) - 버피 섬머스(세라 미셸 겔러)
- 사랑과 이별의 교차로 (KBS) - 리안(셰릴 래드)
- 스칼렛 (KBS) - 스칼렛
- 아들과 딸들 (MBC) - 엘리자베스
- 아빠는 멋쟁이 (MBC) - 케이트
- 애증의 세월 신즈 (MBC)
- 어스시의 마법사 (KBS) - 사르(이사벨라 로셀리니)
- 위기의 주부들 (KBS) - 브리 밴드 캠프(마샤 크로스)
- 위네카로드의 연인들 (동아TV) - 테리(페이지 터코)
- 이소룡 전기 (SBS) - 소룡의 엄마
- 정무문 (KBS) - 여가수
- 천사들의 합창 (EBS) - 히메나 선생(가브리엘라 리베로)
- 초원의 집 (MBC) - 메리 잉걸스(멜리사 수 앤더슨)
- 측천무후 (SBS) - 측천황제 (무미랑)
- 판관 포청천 (KBS) - 주운냥
- 판관 포청천 2012 (채널A) - 제영
- CSI 뉴욕 (MBC) - 퀸 쉘비(크리스튼 댈턴)

#### 영화
- 겨울 전쟁 (MBC) - 안 마리 (안네케 폰 데르 리페)
- 광부의 딸 (MBC) - 로제타 린 (시시 스페이식)
- 굿모닝 맨하탄 (KBS) - 샤시 (스리데비)
- 그렘린 2 (MBC) - 케이트 (피비 케이츠)
- 금옥만당 (MBC) - 구자혜(원영희)
- 블랙 라이온 (MBC) - 레슬리(쉐리 J. 윌슨)
- 베토벤 (MBC) - 라이스(니콜 톰)
- 길버트 그레이프 (KBS) - 베티 카버 (메리 스틴버겐)
- 까미유 클로델 (SBS) - 까미유 (이자벨 아자니)
- 꾸뻬씨의 행복여행 (KBS) - 안잘리 (베로니카 페레스)
- 나는 고백한다 (KBS) - 루스 (앤 박스터)
- 나이트워치 (MBC) - 조이스 (릭케 루이즈 안데르센)
- 낭만풍폭 (MBC) - 글로리아
- 내 사랑 컬리 수 (KBS) - 컬리 수 (앨리산 포터)
- 내일을 향해 쏴라 (MBC) - 엣타 (캐서린 로스)
- 노트북 (KBS) - 앤 해밀튼 (조앤 앨런)
- 더 퀸 (MBC) - 여왕 (헬렌 미렌)
- 더블 크라임 (MBC) - 리비 (애슐리 쥬드)
- 데블스 오운 (SBS) - 메건 (나타샤 맥켈혼)
- 도로시 (KBS) - 제인 반 돕 (캐리스 반 호튼)
- 도리언 그레이의 허상 (KBS) - 도리언 그레이(벨린다 바우어)
- 도플갱어 (MBC) - 엘리자베스 (레슬리 호프)
- 드라큘라 (MBC) - 미나 머레이 (위노나 라이더)
- 듄 (SBS) - 제시카(프란체스카 애니스)
- 라 비 앙 로즈 (KBS) - 에디트 피아프 (마리옹 코티야르)
- 라스트 모히칸 (MBC) - 코라 (매들린 스토우)
- 러브 스파이 (KBS) - 미키 (미카엘라 라마조티)
- 러브 오브 시베리아 (MBC) - 제인 칼라한 (줄리아 오몬드)
- 레이싱 스트라이프스 (SBS) - 채닝 (헤이든 파네티어)
- 마틴 기어의 귀향 (SBS) - 베르 (나탈리 베이)
- 머나먼 여정 (MBC) - 새시 (샐리 필드)
- 미션 임파서블 (MBC) - 클레어 (엠마누엘 베아르)
- 미스 에이전트 (KBS) - 캐시 모닝사이드 (캔디스 버겐)
- 미스틱 리버 (SBS) - 애너베스 마컴 (로라 리니)
- 미이라 (MBC) - 에블린 (레이첼 와이즈)
- 바람과 함께 사라지다 (KBS, SBS) - 스칼렛 오하라 (비비안 리)
- 바이센테니얼 맨 (SBS) - 아만다 (엠베스 데이비츠)
- 반지의 제왕: 왕의 귀환 (SBS) - 갈라드리엘 (케이트 블란쳇)
- 방세옥 2 (SBS) - 손화자(곽애명)
- 백 투 더 퓨처 (SBS) - 로레인 (리 톰슨)
  - 백 투 더 퓨처 2 (SBS) - 로레인 (리 톰슨)
  - 백 투 더 퓨처 3 (KBS) - 클라라 (메리 스틴버건)
- 벤허 (KBS, SBS) - 에스터 (하야 하라릿)
- 변성낭자 (MBC)
- 본 슈프리머시 (KBS) - 파멜라 랜디 (조앤 앨런)
  - 본 얼티메이텀 (KBS) - 파멜라 랜디 (조앤 앨런)
- 볼케이노 (MBC) - 켈리 (신시아 깁)
- 부귀열차 (SBS) - 아홍
- 붉은 유혹 (KBS) - 앨런 (로레인 브라코)
- 브라더스 (KBS) - 사라 (코니 닐슨)
- 비상계엄 (MBC) - 엘리스 / 샤론 (아네트 베닝)
- 비호 (MBC) - 미니 (양영기)
- 빅 피쉬 (KBS) - 노인 산드라 블룸 (제시카 랭)
- 사랑 그리고 독신녀 (MBC) - 헬렌 브라운 (나탈리 우드)
- 사랑의 블랙홀 (KBS) - 리타(앤디 맥도웰)
- 사랑의 용기 (SBS) - 린다 (멜라니 그리피스)
- 사랑해, 파리 (KBS) - 프란시스(에밀리 모티머)
- 사운드 오브 뮤직 (MBC, SBS) - 마리아 (줄리 앤드류스)
- 삼손과 데릴라 (MBC)
- 성의 (SBS) - 다이아나 (진 시몬즈)
- 셰리 베이비 (KBS) - 셰리 스완슨 (매기 질렌할)
- 소돔과 고모라 (MBC) - 일디스(피어 안젤리)
- 솔로몬의 딸 (MBC) - 베티 (샐리 필드)
- 송 포 유 (KBS) - 셰릴 (엘리자베스 카운셀)
- 쇼타임 (SBS) - 체이스 렌지 (르네 루소)
- 스크림 2 (MBC) - 씨씨 (사라 미셸 겔러)
- 스타트렉 9 : 최후의 반격 (MBC) - 아니쉬 (도나 머피)
- 스테이트 오브 플레이 (KBS) - 카메론 린 (헬렌 미렌)
- 스튜어트 리틀 (KBS) - 엄마 (지나 데이비스)
  - 스튜어트 리틀 2 (KBS) - 엄마 (지나 데이비스)
- 스플래시 (KBS) - 매디슨 (대릴 해나)
- 시간 여행자의 아내 (KBS) - 아넷 (미셸 놀든)
- 아무르 (KBS) - 에바 (이자벨 위페르)
- 아웃브레이크 (SBS) - 로비 (르네 루소)
- 아이를 빌려드립니다 (KBS)
- 아임 낫 스케어드 (SBS) - 안나 (아이타나 산체스-기요)
- 안토니아스 라인 (MBC) - 사라 (티르자 라베스테즌)
- 에어 포스 원 (MBC) - 영부인 (웬디 크로슨)
- 열화전차 (MBC) - 아희 (양영기)
- 올랜도 (KBS) - 올랜도 (틸다 스윈턴)
- 용쟁호투 (MBC) - 메이 링(종령령)
- 워터월드 (SBS) - 헬렌 (진 트리플혼)
- 원 나잇 스탠드 (MBC) - 캐런 (나스타샤 킨스키)
- 웰컴 미스터 맥도날드 (KBS) - 미야코 (스즈키 교카)
- 위험한 정사 (MBC) - 베스 (앤 아처)
- 음모자 (KBS) - 메리 서랏 (로빈 라이트)
- 음식남녀 2 (MBC) - 매화 (오천련)
- 의천도룡기 (KBS) - 은소소 / 조민(장민)
- 이노센트 (KBS) - 마리아 (이사벨라 로셀리니)
- 인게이지먼트 (SBS) - 마틸드 (오드리 토투)
- 인도차이나 (MBC) - 엘리안 (카트린느 드뇌브)
- 인디아나 존스: 미궁의 사원 (KBS) - 윌리 (케이트 캡쇼)
- 인자무적 (MBC) - 정령령
- 재회 (KBS) - 메이쭈 (리우 웨이웨이)
- 쟈니 핸섬 (SBS) - 서니 (엘렌 바킨)
- 졸업 (KBS) - 일레인 (캐서린 로스)
- 좋은 친구들(KBS) - 캐런 힐(로렌 브라코)
- 주니어는 못말려 (KBS) - 애니 (에이미 야스벡)
- 챠이라이 미녀특공대 (KBS) - 로즈
- 천녀유혼 (MBC) - 엽소천 (왕조현)
- 천일의 스캔들 (KBS) - 앤 불린 어머니 (크리스틴 스콧 토머스)
- 첩혈속집 (SBS) - 모 형사
- 춤추는 대수사선 (KBS) - 온다 스미레 (후카츠 에리)
- 카르멘 존스 (MBC) - 신디 (올가 제임스)
- 칼리의 열 번째 여름 (KBS) - 힐퍼스 부인
- 캐치 미 이프 유 캔 (KBS) - 어머니 (나탈리 베이)
- 코 끝에 걸린 사나이 (SBS) - 수잔 (아나벨라 시오라)
- 쿼바디스 (SBS) - 리지아 (데보라 카)
- 킹스 스피치 (KBS) - 머틀 (제니퍼 엘)
- 탑 건 (KBS) - 찰리 (켈리 맥길리스)
- 택시 (MBC) - 릴리 (마리옹 코티야르)
- 터미널 스피드 (KBS) - 크리스 (나스타샤 킨스키)
- 트루 라이즈 (MBC) - 헬렌 (제이미 리 커티스)
- 패딩턴 (KBS) - 버드 (줄리 월터스)
- 퍼펙트 웨딩 (SBS) - 바이올라 (제인 폰다)
- 포레스트 검프 (MBC) - 제니 (로빈 라이트)
- 폭풍의 월요일 (KBS) - 케이트 (멜라니 그리피스)
- 플래시 댄스 (90년 더빙판/MBC) - 알렉스 (제니퍼 빌스)
- 하이디 (KBS) - 하이디 (에바 마리아 싱해머)
- 하이랜더 2(SBS) - 루이즈 마커스(버지니아 매드슨)
- 해리포터와 아즈카반의 죄수 - 트릴로니 교수 (엠마 톰슨)
- 헨리 이야기 (MBC) - 사라 (아네트 베닝)
- 연지구 (KBS) - 여화 (매염방)
- 형사 스타크 (MBC) - 애쉴리(마릴루 헨너)
- 호랑이와 눈 (KBS) - 비토리아 (니콜레타 브라스치)
- 007 위기일발 (KBS) - 타아나 (다니엘라 비안키)
- 007 썬더볼 작전 (KBS) - 피오나(루치아나 팔루치)
- 007 리빙 데이라이트 (MBC) - 카라(매리엄 다보)
- 20 30 40 (KBS) - 릴리 (실비아 창)
- 80일간의 세계일주 (MBC) - 아우다(셜리 맥클레인)
- SAS 특공대 (KBS) - 프랭키(주디 데이비스)

### 한국 영화
- 나는 할렐루야 아줌마였다 - 최자실 역(배우로 출연)

### 광고
- 롯데 참두유
- 롯데 카스타드

### 라디오
- 송도영의 책 읽는 여자 (국악방송) (2008.09.28 ~ 2012.10.10)
- 아침이 오는 소리 (SBS)
- 송도영의 사랑의 테마 (SBS)
- 라디오 북카페(그리스인 조르바) (SBS)
- 라디오 북카페(오만과 편견) (SBS) - 엘리자베스
- 만화열전 - 공포의 외인구단 (MBC) - 엄지
- KBS 무대 10년(불효시대) (KBS)
- 성우 빅 쇼 (SBS)

### 노래
- 레다의 비밀(VIDEO) - 바람과 부케의 세레나데

### 방송
- 조용필, 평양에서 부르는 꿈의 아리랑 (SBS)
- 안녕! 노디 (MBC)

## 수상 경력
- MBC 더빙상
- MBC 최우수여자연기상
- 대한민국 대중문화예술상 문화부장관 표창
- 한국광고대상
- 한국방송대상

## 같이 보기
- 문화방송 성우극회

## 참고 자료
- 문화방송 성우극회 송도영 블로그 보관됨 2011-06-04 - 웨이백 머신